# Grammomys brevirostris
Grammomys brevirostris és una espècie de mamífer rosegador de la família dels múrids. És endèmic del sud-oest de Kenya. Probablement es tracta d'un animal nocturn i arborícola. Com que fou descoberta fa poc, encara no se n'ha avaluat l'estat de conservació. El seu nom específic, brevirostris, significa ‘musell curt’ en llatí.